# Rodania
 (août 2025).
Motif : aucune source secondaire centrée depuis 2023
- Archive Wikiwix
- Bing
- Cairn
- DuckDuckGo
- E. Universalis
- Gallica
- Google
- G. Books
- G. News
- G. Scholar
- Persée
- Qwant
- (zh) Baidu
- (ru) Yandex
- (wd) trouver des œuvres sur Wikidata

| 1. | Préciser le motif de la pose du bandeau. | Précisez le motif de la pose du bandeau en utilisant la syntaxe suivante : {{admissibilité à vérifier\|date=août 2025\|motif=remplacez ce texte par le motif}}               |
| 2. | Informer les utilisateurs concernés.     | Pensez à avertir le créateur de l'article, par exemple, en insérant le code ci-dessous sur sa page de discussion : {{subst:avertissement admissibilité à vérifier\|Rodania}} |

 (février 2023).
L'article doit être relu — et modifié si nécessaire — par des contributeurs indépendants pour apporter un regard critique aux contributions effectuées en violation des conditions d'utilisation de Wikipédia, tant sur la forme (notamment concernant le style encyclopédique, la proportionnalité) que sur le fond (la neutralité de point de vue, la qualité et l'indépendance des sources).
 (février 2023).
La mise en forme du texte ne suit pas les recommandations de Wikipédia : il faut le « wikifier ».
Les points d'amélioration suivants sont les cas les plus fréquents. Le détail des points à revoir est peut-être précisé sur la page de discussion.
- Les titres sont pré-formatés par le logiciel. Ils ne sont ni en capitales, ni en gras.
- Le texte ne doit pas être écrit en capitales (les noms de famille non plus), ni en gras, ni en italique, ni en « petit »…
- Le gras n'est utilisé que pour surligner le titre de l'article dans l'introduction, une seule fois.
- L'italique est rarement utilisé : mots en langue étrangère, titres d'œuvres, noms de bateaux, etc.
- Les citations ne sont pas en italique mais en corps de texte normal. Elles sont entourées par des guillemets français : « et ».
- Les listes à puces sont à éviter, des paragraphes rédigés étant largement préférés. Les tableaux sont à réserver à la présentation de données structurées (résultats, etc.).
- Les appels de note de bas de page (petits chiffres en exposant, introduits par l'outil «  Source ») sont à placer entre la fin de phrase et le point final[comme ça].
- Les liens internes (vers d'autres articles de Wikipédia) sont à choisir avec parcimonie. Créez des liens vers des articles approfondissant le sujet. Les termes génériques sans rapport avec le sujet sont à éviter, ainsi que les répétitions de liens vers un même terme.
- Les liens externes sont à placer uniquement dans une section « Liens externes », à la fin de l'article. Ces liens sont à choisir avec parcimonie suivant les règles définies. Si un lien sert de source à l'article, son insertion dans le texte est à faire par les notes de bas de page.
- La présentation des références doit suivre les conventions bibliographiques. Il est recommandé d'utiliser les modèles {{Ouvrage}}, {{Chapitre}}, {{Article}}, {{Lien web}} et/ou {{Bibliographie}}. Le mode d'édition visuel peut mettre en forme automatiquement les références.
- Insérer une infobox (cadre d'informations à droite) n'est pas obligatoire pour parachever la mise en page.

Pour une aide détaillée, merci de consulter Aide:Wikification.
Si vous pensez que ces points ont été résolus, vous pouvez retirer ce bandeau et améliorer la mise en forme d'un autre article.
 (février 2023).

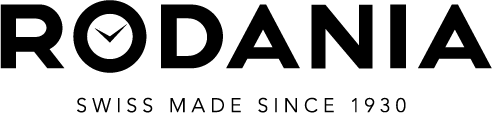
Le logo de Rodania.

Rodania, anciennement Rodana, est un fabricant suisse de montres-bracelets. La société a été créée en 1930 à Lengnau (Argovie) en Suisse, une ville qui était connue pour son industrie horlogère. Les bureaux de distribution internationaux sont actuellement situés à Braine l'Alleud, en Belgique.

## Histoire
La société a été fondée par Hans Baumgartner en 1930 à Lengnau et a commencé à se développer. L'entreprise mettait en avant des lignes élancées et des montres de poche.[réf. nécessaire] Plus tard, la société a déménagé à Grenchen, dans le Canton de Soleure pour y construire son usine. Afin de soutenir sa croissance, la société a également ouvert des bureaux de vente à New York, Montréal, Caracas, Madrid et Bruxelles.
À partir de 1951, la succursale de Bruxelles est placée sous la tutelle de M. Manfred Aebi, jeune immigré suisse atteint de poliomyélite. Diriger la branche belge ne devait être que temporaire. C'était sans compter son mariage avec Simone Verlinden. Cela l'incita à rester définitivement dans le pays. Le couple eut trois enfants - Christiane, Daniël et Belinda - qui sont tous devenus des employés de Rodania. La famille a d'abord occupé des bureaux rue du Lombard, au cœur de Bruxelles, mais a ensuite déménagé à Wemmel en région flamande.
La marque, qui fut d'abord introduite sous le nom de Rodana, changea de nom en 1952 pour devenir Rodania, après un imbroglio juridique avec une autre marque d'horlogerie.
La montre Rodania chronographe Geometer, en acier inoxydable, a été introduite en 1954 dans la collection de la marque. Malgré sa longue disponibilité au catalogue, cette montre a été fabriquée en faible quantité avec une production totale estimée à moins de 1000 pièces. Ce chronographe était animé par le calibre Valjoux 72, réglé sur 3 positions. Il s'agissait d'une caractéristique étonnamment rare en 1954, car la plupart des fabricants emboitaient alors des mouvements Valjoux 72 non ajustés. Cette particularité démontre un certain souci des détails. Seule la marque Rolex le faisait également à cette époque sur ce mécanisme. La Geometer a été produite avec un cadran noir ou argenté. Cette montre est aujourd'hui réputée dans la mesure où elle ressemble étonnement à la première Speedmaster 2915 d'Omega, sortie seulement 3 ans plus tard.
Comme pour toutes les marques horlogères suisses, l'arrivée de montres moins chères et équipées de mouvements à quartz en provenance du Japon et d'Extrême-Orient représentait une menace importante pour la marque. Bien que la direction suisse se soit battue pour maîtriser la situation, les affaires ont commencé à se tarir rapidement. Au milieu des années 90, l'usine de Grenchen n'était plus qu'une fraction de ce qu'elle fut jadis et la faillite était imminente. 
Néanmoins, Rodania étant devenue leader sur le marché belge, la famille Aebi ne pouvait pas se permettre la disparition de la marque et vint à la rescousse. Ils rachetèrent la marque, les licences et tous les droits d'auteur. Leur objectif étant d'assurer la pérennité de la marque. À la suite de cette opération, le bureau de Bruxelles devint le centre international de vente et de distribution.[réf. nécessaire]
Sous la nouvelle direction de la famille Aebi, la marque Rodania a maintenu sa position d'acteur important de l'industrie horlogère,[réf. nécessaire] et a ouvert une nouvelle filiale en France. La marque commença également à exporter des montres depuis la Belgique. Après le départ à la retraite de Manfred et Simone Aebi, les enfants reprirent l'entreprise de leurs parents et assumèrent des fonctions d'administrateur au sein de l'entreprise.
L'entreprise souhaitait conserver sa position au Benelux mais avait également des ambitions internationales. La famille a donc décidé d'attirer des capitaux étrangers par l'intermédiaire du groupe d'investissement belgo-néerlandais BV Capital Partners. Dès lors, la famille vendit l'entreprise à ce groupe d'investissement et n'était plus actionnaire. Rodania a ensuite été acquise en 2015 par l'investisseur belge Philip Cracco (nl).
En 2022, Rodania est rachetée par la société Vincent Gaye. Basée en Belgique, cette société est spécialisée dans la distribution de bijoux et de montres.